# Andi Mack
Andi Mack è una serie televisiva statunitense creata da Terri Minsky e ha come protagonista Peyton Elizabeth Lee.

## Produzione
La serie è stata trasmessa sul canale pay Disney Channel negli Stati Uniti il 7 aprile 2017 e in Italia dal 25 settembre 2017.
Il 25 maggio 2017 la serie viene rinnovata per una seconda stagione. La produzione inizierà a luglio dello stesso anno e avrà luogo a Salt Lake City. La stagione viene trasmessa il 27 ottobre 2017 e in Italia dal 23 aprile 2018. Il 19 febbraio 2018, Terry Minsky, creatrice della serie, conferma a Andi Mack il rinnovo per una terza stagione.
Il 24 aprile 2019, è stato annunciato che Andi Mack terminerà dopo la terza stagione, con la stagione e il finale della serie in programma per il 26 luglio 2019.
Questa è la terza serie del canale a non avere un pubblico dal vivo. Le prime sono state Jonas/Jonas L.A. e Harley in mezzo.
Da maggio 2018, in Italia, la serie viene interrotta dopo il 10º episodio della seconda stagione. Viene parzialmente ripresa il 24 marzo 2020, quando vengono caricati su Disney+ alcuni dei restanti episodi della seconda stagione.

## Trama
Alla vigilia del suo 13º compleanno, la giovane Andi Mack scopre che la sorella maggiore Bex sta per tornare a casa. La vita di Andi sembra scorrere normalmente fino a quando non scopre che la sorella Bex è sua madre e sua madre invece è sua nonna. Andi ha una cotta per Jonah Beck, un suo compagno di scuola. Quest'ultimo, però, è a sua volta fidanzato con Amber. Andi, dopo un paio di giorni, scopre chi è suo padre (Bowie) che si presenta direttamente a casa sua e passano una giornata insieme per conoscersi. Bowie vorrebbe rimanere a casa di Andi e l’idea viene approvata dalla nonna. Bowie però infrange la privacy di Andi, viene scoperto da lei e, per non darle più fastidio, va via di casa. Andi vorrebbe rimediare ma è troppo tardi. Andi vuole sapere perché sua madre l’ha abbandonata alla sua nascita e scopre che era stata la nonna a cacciarla.  Poi Jonah lascia Amber e si dedica sempre di più ad Andi.

## Episodi
| Stagione         | Episodi | Prima TV USA | Prima TV Italia |
| ---------------- | ------- | ------------ | --------------- |
| Prima stagione   | 12      | 2017         | 2017            |
| Seconda stagione | 25      | 2017-2018    | 2018-in corso   |
| Terza stagione   | 20      | 2018-2019    | inedita         |

### Episodi speciali

#### Ehi, chi vuole una pizza?
È il primo episodio speciale di 1 ora della serie e il primo episodio della seconda stagione. L'episodio è andato in onda negli Stati Uniti il 27 ottobre 2017 e in Italia il 23 aprile 2018. L'episodio segna una svolta per Disney Channel introducendo il primo personaggio gay.
La puntata è una combinazione tra il tredicesimo episodio della prima stagione e il primo episodio della seconda stagione.

#### Cyrus' Bash-Mitzvah!
È il secondo episodio speciale di 1 ora della serie e fa parte della seconda stagione. L'episodio è andato in onda negli Stati Uniti il 23 febbraio 2018.

## Sigla
La sigla dal titolo Tomorrow Starts Today è cantata da Sabrina Carpenter.